# Xã Spring Valley, Quận Turner, Nam Dakota
Xã Spring Valley (tiếng Anh: Spring Valley Township) là một xã thuộc quận Turner, tiểu bang Nam Dakota, Hoa Kỳ. Năm 2010, dân số của xã này là 193 người.